# هارتوف
هرتوف (הר-טוב) مستوطنة إسرائيلية بنيت على أراضي قرية عرتوف الفلسطينية.
في أوائل سبعينيات القرن التاسع عشر، اشترى القنصل الإسباني في القدس أكثر من 5000 دونم من الأرض من سكان قرية عرتوف، وباعها لجمعية لندن لنشر المسيحية بين اليهود.
في عام 1883، قامت مجموعة من المبشرين الإنجليز بشراء أرض في أرتوف لإنشاء مستعمرة زراعية، تسمى هارتوف، لليهود الذين كانوا يأملون في تحويلهم إلى المسيحية.
بعد المذابح المعادية لليهود عام 1882 في أوروبا الشرقية، استخدمت الجمعية بعض الأموال التي تم جمعها لمساعدة اللاجئين اليهود على شراء الأراضي في عرتوف. وفي نهاية عام 1883، استقرت هناك 24 عائلة يهودية، حصلت كل منها على 150 دونمًا من الأراضي الزراعية وحيوانات المزرعة وأدواتها. وبسبب الصعوبات الاقتصادية ونقص المياه، تم تأجير بعض الأراضي للعرب. وبعد العيش لبعض الوقت في الخيام، تم بناء كوخ خشبي تعيش فيه جميع العائلات معًا. لقد أُجبروا على حضور اجتماعات يوم الأحد وإرسال أطفالهم إلى المدرسة التبشيرية، لكن معظم المستوطنين ظلوا يهودًا ملتزمين. وعندما رفض المستوطنون التحول، تم التخلي عن المشروع. أعيد توطينها في عام 1895، لكنها دمرت في ثورة عام 1929.